# Sabine Hitzelberger
Sabine Hitzelberger, conosciuta anche come Maria Sabine Hitzelberger, nata Renk o Renck (Randersacker, 12 novembre 1755 – Würzburg, 1815), è stata una cantante lirica tedesca.

## Biografia
Fin da bambina, Sabine Renk attirò subito l'attenzione per il suo talento vocale. Allieva del convento delle Orsoline a Würzburg, a soli dieci anni era solista nel coro della chiesa. Aveva un'estensione vocale di tre ottave, una notevole gamma di timbri ed una eccellente personalità di interprete. Durante una celebrazione fu notata dal principe-vescovo di Würzburg e Bamberga, Adam Friedrich von Seinsheim, che decise di supportarla economicamente per tutti gli studi musicali, affidandola all'insegnante di corte Domenico Steffani. Fu presto nominata Cantante di corte presso i principi di Würzburg.
Nel 1776 si recò a Parigi per esibirsi nei Concerts spirituelles e des amateurs, con un tale e straordinario successo che il re Luigi XVI le offrì subito uno stipendio di 6.000 lire per cantare nel suo teatro. La gratitudine verso il principe Adam Friedrich la fece però rifiutare l'allettante offerta e tornò così a Würzburg. Lì lavorò ininterrottamente fino al 1807, cantando sia opera sia concerti, fino a quando si ritirò dalla professione, a causa dell'avanzare dell'età.
Morì a Würzburg nel 1815.

### Famiglia
Sabine sposò il flautista Franz Ludwig Joseph Hitzelberger (1769 -1802). Ebbe quattro figlie: Catharina Elisabeth Hitzelberger (1777-1795), Kunigunde Hitzelberger (1778-1795), Johanna Hitzelberger (1783-1849) e Regina Hitzelberger (1788-1827), tutte cantanti.
Il violinista Theobald Lang (1783–1839, marito di Regina Hitzelberger) fu suo genero. I suoi figli, l'attore Ferdinand Lang (1810-1882) e la compositrice Josephine Caroline Lang (1815-1880), erano nipoti di Sabine Renk Hitzelberger. Il teologo protestante, scrittore di musica e filosofo della musica Heinrich Adolf Köstlin (1846-1907), figlio del suddetto, fu suo pronipote. Sua figlia, la poetessa Therese Köstlin (1877-1964), fu sua pronipote.